# أوكتان-1-ول
أوكتان-1-ول هو مركب عضوي مع الصيغة الجزيئية CH3 (CH2) 7OH. وهو كحول دهني. العديد من الصيغ الكيميائية الأخرى معروف باسم الكحول الاوكتيلي. يصنع اوكتان-1-ول لتخليق الاسترات لاستخدامها في العطور والنكهات.  تستخدم خلات الكحول الاوكتيلي، مثل أسيتيل الاوكتيل، كمكونات للزيوت الأساسية. ويستخدم أيضًا لتقييم الدسم في المنتجات الصيدلانية.